# Słup (osoba)
Słup – osoba fizyczna użyta przez przestępców podczas dokonywania oszustw gospodarczych.
Słup posiada pełną zdolność do czynności prawnych, lecz ze względu na niski poziom inteligencji lub inne czynniki, które ograniczają jego zdolność percepcji, takie jak alkoholizm, ciężka choroba lub zaawansowany wiek, zostaje za swoją zgodą w rozumieniu prawa założycielem, kupcem lub prezesem spółki prowadzącej działalność przestępczą. Słup jest szefem danej organizacji jedynie de iure, de facto organizacją zarządza szara eminencja lub osoba starająca się pozostać anonimowa.
Słupy narażają się nie tylko na odpowiedzialność prawną, ale także na groźbę utraty życia. Gdy w grę wchodzą duże pieniądze, organizacje przestępcze nie mają żadnych skrupułów w aranżowaniu „zaginięć” i śmiertelnych „wypadków” ludzi, którym nie ufają i których nikt nie będzie szukał, a którzy mogliby zdradzić policji i prokuraturze szczegóły dotyczące swoich mocodawców.
Słupy były wykorzystywane m.in. w aferze paliwowej w 2002 r.